# Sperello Sperelli
Sperello Sperelli (Assisi, 15 agosto 1639 – Roma, 22 marzo 1710) è stato un cardinale e vescovo cattolico italiano.

## Biografia
Nacque il 15 agosto 1639.
Fu creato cardinale in pectore da papa Innocenzo XII nel concistoro del 14 novembre 1699 e pubblicato dallo stesso pontefice nel concistoro del 24 novembre dello stesso anno.
Morì il 22 marzo 1710 all'età di 70 anni.

## Successione apostolica
La successione apostolica è:
- Vescovo Asdrubale Termini (1695)
- Vescovo Giuseppe Maria Pignatelli, C.R. (1696)
- Vescovo Giacinto della Calce, C.R. (1697)
- Vescovo Tommaso Maria Franza, O.P. (1697)
- Arcivescovo Giovanni Francesco Nicolai, O.F.M. (1700)
- Vescovo Giovanbattista Carafa (1700)
- Vescovo Giovanni degli Effetti (1701)
- Vescovo Giovanni Battista Missiroli (1701)
- Vescovo Francisco Antonio de la Portilla, O.F.M. (1702)
- Vescovo Giacomo Falconetti, O.P. (1703)
- Arcivescovo Stephanus Sciran, O.P. (1703)
- Vescovo Giuseppe Antonio Maria Favini, O.F.M. Conv. (1703)
- Vescovo Gian Andrea Moscarelli (1703)
- Vescovo Giovanni Antonio Ruggiero (1703)
- Vescovo Vincenzo Lupi, O.F.M. (1703)
- Vescovo Carlo Francesco Giocoli (1703)
- Vescovo Antonio Righi (1703)
- Vescovo Martino Dragolio (1703)
- Arcivescovo Francesco Paolo Nicolai (1704)
- Vescovo Giovanni Lorenzo Tilli (1704)
- Vescovo Raffaele Raggi, B. (1705)